# Mikel Unanue (curling)
Mikel Unanue (San Sebastián, 24 de octubre de 1982) es un deportista español que compite en curling. Ganó dos medallas de plata en el Campeonato Mundial de Curling Mixto, en los años 2018 y 2023.

## Palmarés internacional
| Campeonato Mundial Mixto | Campeonato Mundial Mixto | Campeonato Mundial Mixto | Campeonato Mundial Mixto |
| Año                      | Lugar                    | Medalla                  | Prueba                   |
| ------------------------ | ------------------------ | ------------------------ | ------------------------ |
| 2018                     | Kelowna (Canadá)         | Medalla de plata         | Mixto                    |
| 2023                     | Aberdeen (Reino Unido)   | Medalla de plata         | Mixto                    |